# Melese asana
Melese asana är en fjärilsart som beskrevs av Druce 1884. Melese asana ingår i släktet Melese och familjen björnspinnare. Inga underarter finns listade i Catalogue of Life.